# Simbolul pierdut
Simbolul pierdut (engleză: The Lost Symbol), cunoscut anterior sub numele de Cheia lui Solomon, este un roman al autorului american Dan Brown. Aceasta va fi a treia carte în care este prezent personajul ficțional Robert Langdon, profesor la Harvard. Cartea se va concentra asuprea francmasoneriei.
Pe 12 februarie 2009, Ron Howard a anunțat, pe platourile de filmare a filmului Îngeri și demoni, că Dan Brown și-a terminat manuscrisul pentru Cheia lui Solomon. În numărul din mai 2009 a revistei Wired s-a scris că Brown a sugerat că viitorul roman va cuprinde statuia CIA, Kryptos, localizată în Langley, Virginia.
Anunțată inițial pentru 2006, data publicării romanului a fost amânată de mai multe ori. Cartea va fi tipărită pe 15 septembrie 2009, cu un număr inițial de copii de 6,5 milioane de exemplare, cel mai mare număr pentru primul set de publicare în istoria editurii Random House. Editorul american a lui Brown, Sonny Mehta, a descris-o ca fiind „un thriller excelent și obligatoriu”, pentru care „se merită așteptarea”.
Lansarea a ținut aproape 190 de librării deschise până la miezul nopții. Conform The Wall Street Journal, în ciuda bucuriei provocate de lansare, distribuitori online de carte, precum Amazon.com, Barnes & Noble și Borders Group Inc., acordă în continuare reduceri la vânzarea cărții. După vara anului 2009, în care nu s-au înregistrat succese de vânzări, măsura avea ca scop atragerea de clienți. Astfel, Amazon a comercializat romanul la prețul de 16,17 dolari, cu o reducere de 46% față de prețul inițial. „Luând în considerare volumul impresionant de precomenzi, ne așteptăm ca apariția să fie un succes istoric”, a declarat Sessalee Hensley, de la Barnes & Noble. În România, cartea va fi publicată în librării pe 18 ianuarie 2010, însă editura RAO a oferit tichete de precomandă pentru cei care vor să o primească acasă de 10 decembrie 2009; se estimează că 15.000 de români au cumpărat tichetul.

## Despre Carte
În această uimitoare continuare a fenomenului mondial numit Codul lui da Vinci, Dan Brown demonstrează încă o dată de ce este considerat cel mai popular scriitor de thrillere al momentului.
Simbolul pierdut reprezintă o cursă uluitoare printr-un labirint real de coduri, secrete și adevăruri nevăzute, într-o
confruntare cu un dușman terifiant. Acțiunea cărții, desfășurată în încăperile, tunelurile și templele secrete din Washington, D.C., se îndreaptă într-un ritm amețitor spre un final cu totul surprinzător.
În deschiderea romanului, profesorul Robert Langdon este chemat pe neașteptate să țină o prelegere în clădirea
Capitoliului din Washington. Însă la câteva minute de la sosirea lui, seara capătă o turnură bizară, când este descoperită mâna secționată a mentorului lui Langdon, Peter Solomon, un important mason și filantrop. Langdon recunoaște în simbolurile masonice de pe mână o invitație antică, menită să-l poarte pe cel care o primește în lumea demult pierdută a înțelepciunii ezoterice.
Realizând că singura speranță de a-l salva pe Peter este să accepte acea invitație mistică, Langdon pornește pe calea pe care aceasta i-o indică și pătrunde astfel într-o lume ascunsă a secretelor masonice, a unei istorii neștiute, în locuri niciodată văzute – toate acestea conducându-l spre un adevăr inimaginabil.
Așa cum întreaga lume a descoperit în Codul lui da Vinci și în Îngeri și demoni, în romanele lui Dan Brown se întrețes istorii ascunse, simboluri tainice și coduri enigmatice, iar în Simbolul pierdut autorul îl provoacă din nou pe cititor cu o poveste inteligentă și alertă, care oferă surprize la fiecare pagină.
Simbolul pierdut este exact ceea ce au așteptat fanii lui Dan Brown… cel mai surprinzător roman de până acum.

## Ecouri din presa
"După fenomenalul succes înregistrat cu romanul Codul lui da Vinci, Dan Brown cu siguranță nu își dezamăgește fanii. Simbolul pierdut abundă de coduri, secrete, răsturnări de situație și incursiuni în ocultism și în filozofii străvechi."(Janet Maslin – New York Times)
"Așteptarea a luat sfârșit. Simbolul pierdut a apărut – și nu trebuie să fii francmason ca să-ți placă la nebunie. Incitant și spectaculos, ca o cursă în montages russes."(The Los Angeles Times)
"Robert Langdon rămâne un erou fascinant – un savant cu sânge rece în situații limită și cu reacții pe măsură… Enigmele apar la tot pasul, iar locuri bine-cunoscute ne apar acum într-o altă lumină. O carte pe care o recomandăm cu căldură".(Entertainment Weekly)
"O lectură captivantă, care ne dă peste cap ideile despre lumea pe care credeam că o cunoaștem."(Newsweek)